# Lawrence Pennell
Lawrence T. Pennell PC QC (* 11. März 1915 in Brantford, Ontario; † 9. August 2008) war ein kanadischer Jurist und Politiker der Liberalen Partei Kanadas, der einige Jahre Abgeordneter des Unterhauses sowie Minister war. Zuletzt war er zwischen 1968 und 1985 Richter am Obersten Gerichtshof von Ontario (Supreme Court of Ontario) sowie zeitgleich von 1971 bis 1977 Kanzler der McMaster University.

## Leben
Nach dem Besuch der Smithville High School und einer zweijährigen Arbeit für das Stahlunternehmen Dofasco absolvierte Pennell ein Studium der Politik- und Wirtschaftswissenschaften an der McMaster University. Nach dessen Beendigung begann er 1938 ein Studium der Rechtswissenschaften an der Osgoode Hall Law School der York University, das er mit einem Doktor der Rechte (LL.D.) abschloss. Im Anschluss nahm er eine Tätigkeit als Rechtsanwalt auf und leistete während des Zweiten Weltkrieges seinen Wehrdienst in der Royal Canadian Air Force, in der er zuletzt zum Hauptmann (Flight Lieutenant) befördert wurde.
Bei der Unterhauswahl vom 18. Juni 1962 wurde er als Kandidat der Liberalen Partei erstmals als Abgeordneter in das Unterhaus gewählt und vertrat dort bis zu seinem Mandatsverzicht im Mai 1968 den Wahlkreis Brent-Haldimand.
Zu Beginn seiner Abgeordnetentätigkeit war er zunächst von Mai bis Dezember 1963 Vize-Vorsitzender des Ständigen Unterhausausschusses für Privilegien und Wahlen, dessen Vorsitzender er zwischen dem 18. Februar 1964 und dem 3. April 1965 war. Zugleich war er vom 18. Februar 1964 bis zum 3. April 1965 Vorsitzender des Ständigen Unterhausausschusses für Banken und Gewerbe und übernahm zugleich zwischen dem 30. Juni 1964 und dem 6. Juli 1965 sein erstes Regierungsamt als Parlamentarischer Sekretär beim Finanzminister, ehe er darüber hinaus vom 5. April bis zum 8. September 1965 als Vorsitzender des Ständigen Unterhausausschusses für Finanzen, Handel und Wirtschaftsangelegenheiten fungierte.
Am 7. Juli 1965 wurde Pennell von Premierminister Lester Pearson als Solicitor General in das 19. kanadische Kabinett berufen und bekleidete dieses Amt bis zum Ende von Pearsons Amtszeit am 19. April 1968. Zeitgleich war er vom 7. Juli 1965 bis zum 30. September 1966 auch Minister ohne Geschäftsbereich.
Nach seinem Ausscheiden aus der Regierung und dem Unterhaus wurde er 1968 Richter am Obersten Gerichtshof von Ontario (Supreme Court of Ontario) und wirkte dort bis 1985. Zugleich hatte er von 1971 bis 1977 das Amt des Kanzlers der McMaster University inne.